# Communauté de communes du Causse de Labastide Murat
Die Communauté de communes du Causse de Labastide Murat (offizielle Schreibweise: Communauté de communes du Causse de Labastide-Murat) ist ein französischer Gemeindeverband mit der Rechtsform einer Communauté de communes im Département Lot in der Region Okzitanien. Sie wurde am 21. Dezember 2001 gegründet und umfasst 17 Gemeinden. Der Verwaltungssitz befindet sich im Ort Cœur de Causse.

## Mitgliedsgemeinden
| Gemeinde                                            | Einwohner 1. Januar 2022 | Fläche km² | Dichte Einw./km² | Code INSEE | Postleitzahl |
| --------------------------------------------------- | ------------------------ | ---------- | ---------------- | ---------- | ------------ |
| Blars                                               | 135                      | 25,68      | 5                | 46031      | 46330        |
| Caniac-du-Causse                                    | 379                      | 35,00      | 11               | 46054      | 46240        |
| Cœur de Causse                                      | 890                      | 70,76      | 13               | 46138      | 46240        |
| Cras                                                | 99                       | 10,22      | 10               | 46079      | 46360        |
| Frayssinet                                          | 312                      | 16,83      | 19               | 46113      | 46310        |
| Ginouillac                                          | 141                      | 9,42       | 15               | 46121      | 46300        |
| Lauzès                                              | 205                      | 6,39       | 32               | 46162      | 46360        |
| Lentillac-du-Causse                                 | 108                      | 13,68      | 8                | 46167      | 46330        |
| Les Pechs du Vers                                   | 306                      | 26,21      | 12               | 46252      | 46360        |
| Lunegarde                                           | 94                       | 10,43      | 9                | 46181      | 46240        |
| Montfaucon                                          | 588                      | 26,18      | 22               | 46204      | 46240        |
| Nadillac                                            | 73                       | 7,35       | 10               | 46210      | 46360        |
| Orniac                                              | 72                       | 16,79      | 4                | 46212      | 46330        |
| Sabadel-Lauzès                                      | 91                       | 8,79       | 10               | 46245      | 46360        |
| Sénaillac-Lauzès                                    | 145                      | 25,78      | 6                | 46303      | 46360        |
| Séniergues                                          | 144                      | 18,17      | 8                | 46304      | 46240        |
| Soulomès                                            | 133                      | 7,67       | 17               | 46310      | 46240        |
| Communauté de communes du Causse de Labastide Murat | 3.915                    | 335,35     | 12               | –          | –            |